# Andrena paradisaea
Andrena paradisaea är en biart som beskrevs av Warncke 1975. Andrena paradisaea ingår i släktet sandbin, och familjen grävbin. Inga underarter finns listade i Catalogue of Life.